# Missionsspardose

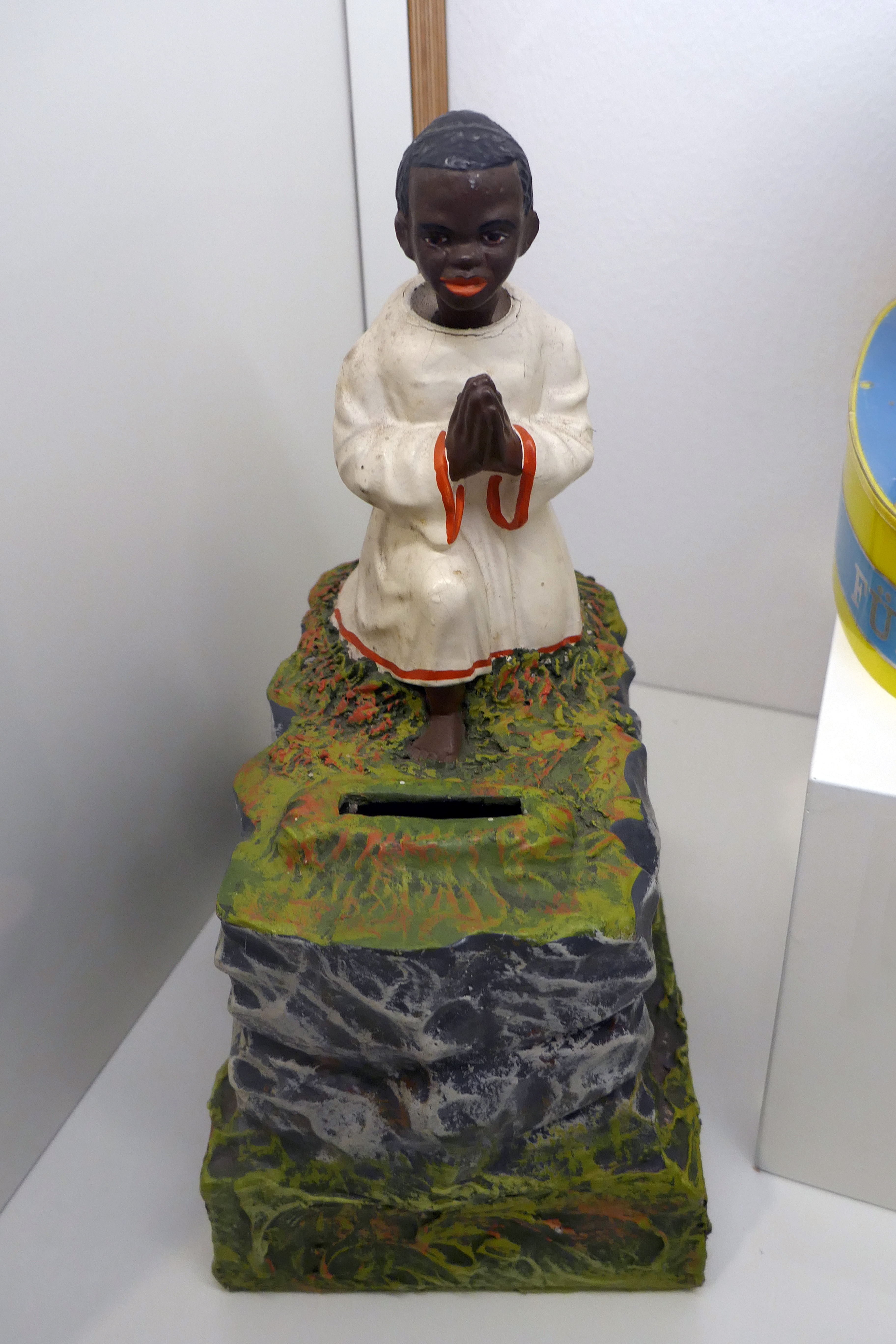
„Nickneger“, Offenburg

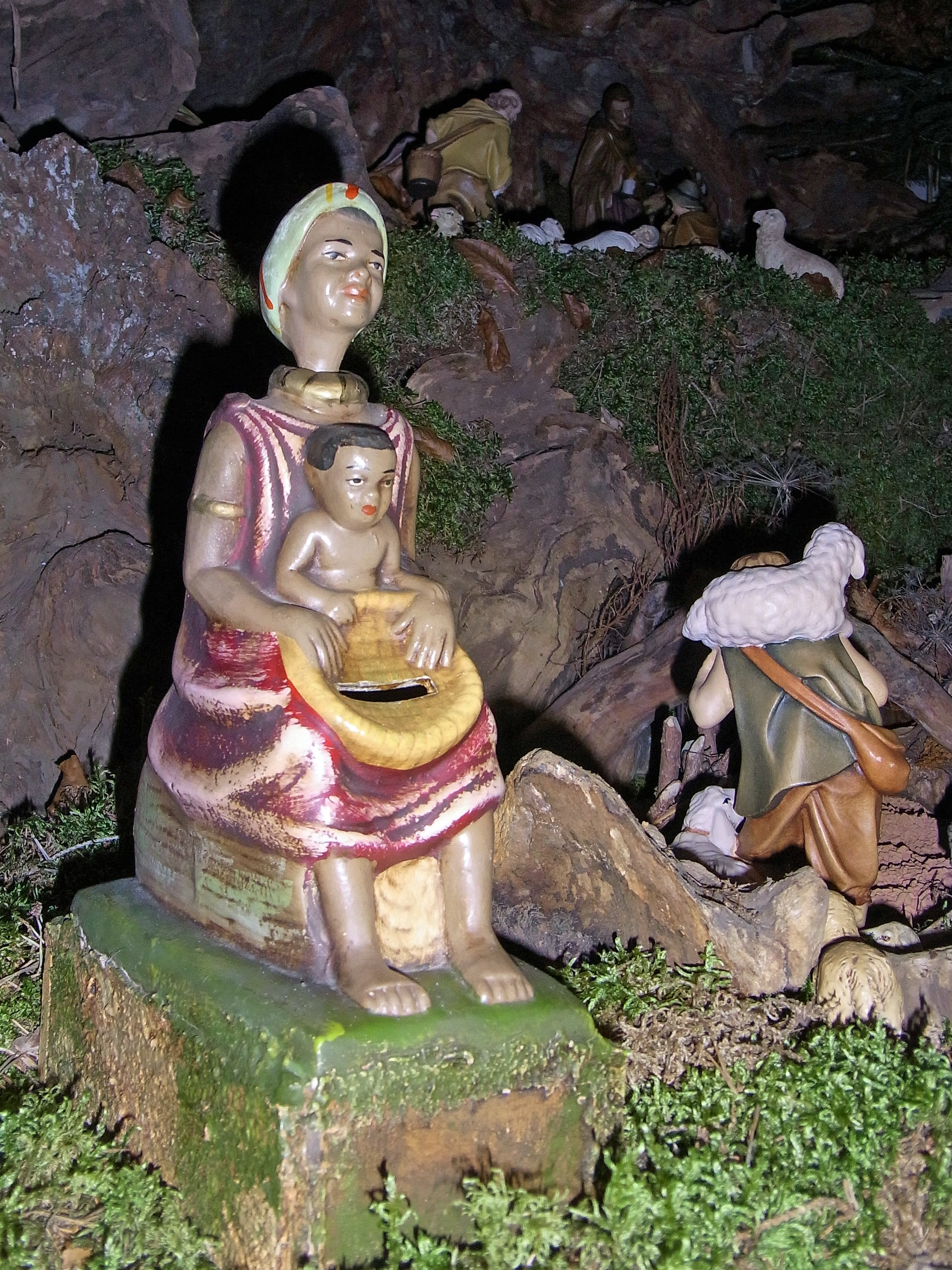
„Nickneger. Mutter und Kind“, Weihnachtskrippenfigur

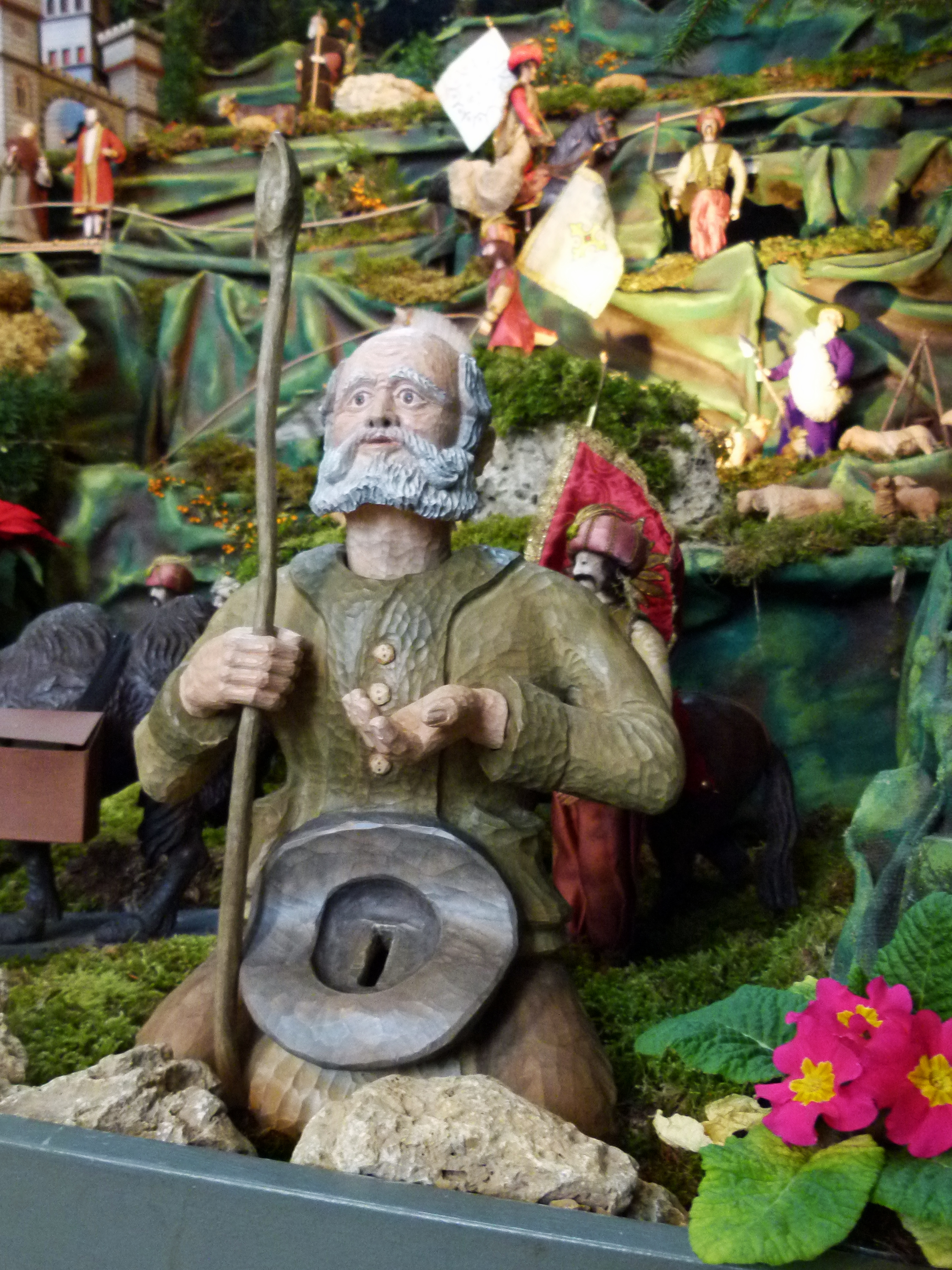
Bettler als Spendendose an einer Weihnachtskrippe um 1840 noch ohne mechanische Funktion

Missionsspardosen sind stationär aufgestellte Spendendosen in kirchlichen Einrichtungen. Die bekanntesten Formen sind die, bei denen über einen Mechanismus eine mit dunkler Hautfarbe dargestellte Person (deshalb umgangssprachlich auch „Negerle“ genannt) nach Geldeinwurf zum Dank den Kopf bewegte, woraus sich der Begriff Nickneger oder Nickengel entwickelte.

## Aussehen und Funktion

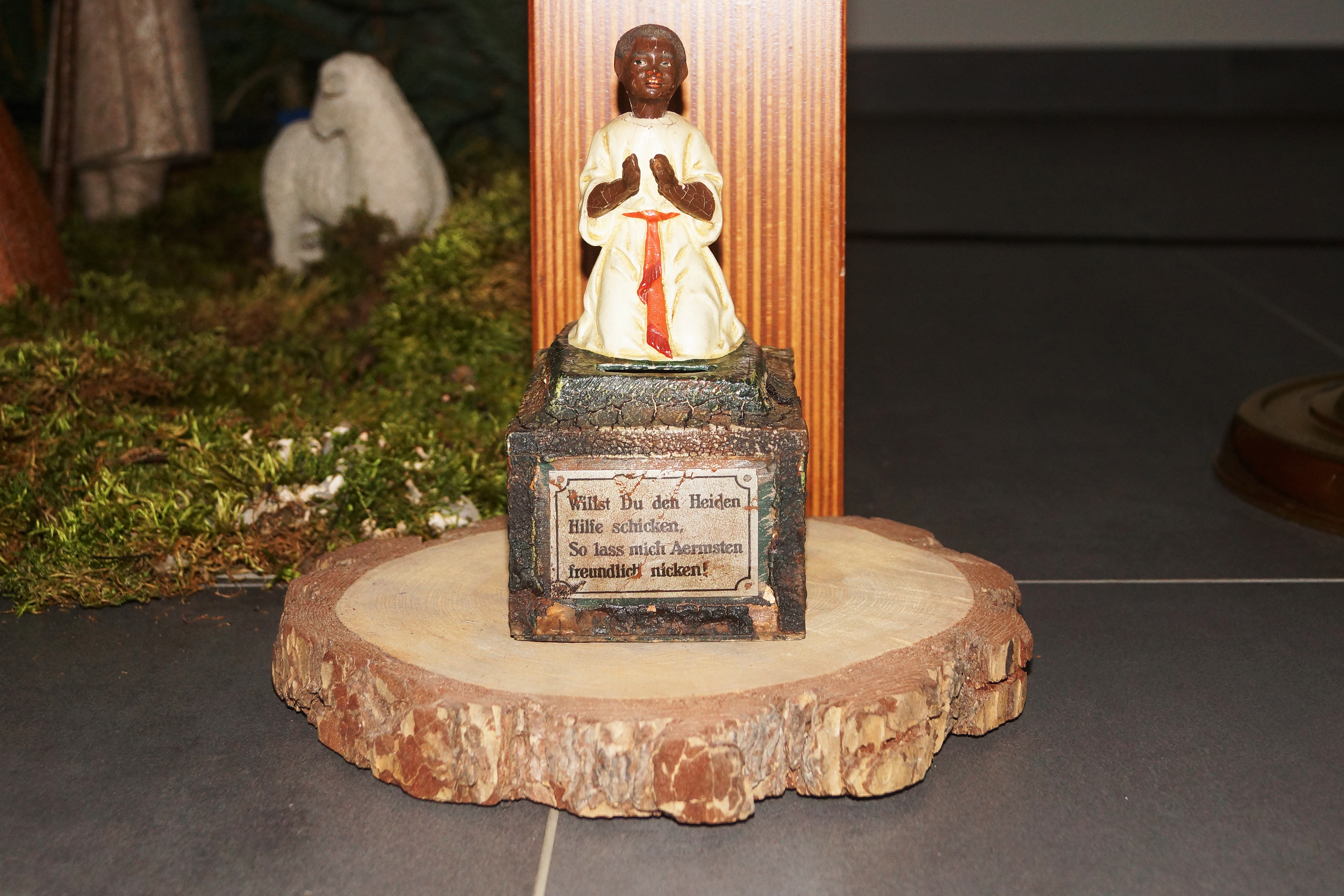
Bild einer Sammeldose mit Spruch

Missionsspardosen bestanden aus einem Spendenkästchen mit einer Figur, die den Kopf nickend bewegte, wenn Geld eingeworfen wurde. Sie wurden aus Holz, Gips oder Pappmaché hergestellt. Die Figur stellte meistens einen Schwarzen dar, wurde aber auch als Abbildung eines Chinesen, Indianers, Mexikaners, Inders oder auch eines Engels gearbeitet. Wurde eine Münze in das Kästchen geworfen, drückte sie zuerst ein Metallplättchen nach unten, das mit dem Kopf der Figur verbunden war. Dadurch wurde der Kopf in Schwingungen versetzt, die ein dankbares Nicken andeuten sollten. Die Figur stellte meist die zu missionierende Bevölkerung dar, für die gesammelt wurde. Oft waren in damaligem Sinne erbauliche Sprüche angebracht, und am Boden gab es einen Hinweis auf die sammelnde Organisation. Die meisten hatten eine annähernd quadratische Grundfläche mit 10 bis 20 cm Kantenlänge und waren bis zu 30 cm hoch.

### Beispielsprüche
- Ich war ein armer Heidensohn – nun kenn ich meinen Heiland schon – Ich bitte darum jedermann – nehmt Euch der armen Heiden an.[2]
- Willst du den Heiden Hilfe schicken, so lass mich Armen freundlich nicken.[1]
- Öffne, Christenkind, die Hand. Bringe deine kleinen Gaben. Sorg, dass wir im Heimatland Lebensbrot in Fülle haben.[1]

## Historische Entwicklung
Die ersten Figuren dieser Art entstanden wahrscheinlich um 1850 im Landkreis Böblingen, wo pietistische Kreise schon früh für die ausländische Mission sammelten. Sie sollten die Bevölkerung noch allgemein zum Spenden anregen. Spätestens ab 1886 wurden die Figuren in verschiedenen Größen zum Sammeln für die Mission vertrieben. Hergestellt wurden sie zumeist im fränkisch-thüringischen Raum.
Ihr Aufkommen stand in direktem Zusammenhang mit der sich in dieser Zeit wandelnden deutschen Kolonialpolitik. Mit den Truppen kamen gleichzeitig die Missionare. Sie sollten die Einheimischen zum christlichen Glauben bekehren und dafür sorgen, dass sie nicht nur den christlichen Kirchen, sondern auch dem deutschen Staat treu dienen. Die Missionsspardosen dienten dabei der finanziellen Unterstützung. Sie waren sowohl in katholischen wie in evangelischen Kirchen und in Gemeindehäusern zu finden. Auch in Amtsstuben und Geschäften wurde mit ihnen gesammelt. Sogar Exemplare für den Privathaushalt gab es.
Zeitgenössisch wurden in den „Einheimischen“ kindliche, unterentwickelte Völker gesehen, die man zu einer „höheren Gesinnung“ führen müsse. Durch die Symbolik der Dosen wies man ihnen eine untergeordnete und hilfsbedürftige Position zu, bei der sie als Bittsteller den überlegenen Kolonialherren Dankbarkeit zeigten. Deutschland hatte nach dem Ersten Weltkrieg keine Kolonien mehr. Die Heidenmission und mit ihr die Sammlung durch die Missionsspardosen wurde von den Kirchen aber weiter betrieben. Noch 1962 war es möglich, für 21 DM ein Kind in Afrika auf einen gewünschten Namen taufen zu lassen. Die Spardose stand schon ab den 1930er-Jahren fast nur noch an der Weihnachtskrippe in der Kirche.
Um 1960 wurde von den Bistumsleitungen in einem Rundschreiben dazu aufgefordert, die Missionsspardosen zu entfernen. In den Folgejahren verschwanden sie auf Dachböden oder in Kellern oder wurden mit dem Müll entsorgt. Das öffentliche Bewusstsein hatte sich zu der Zeit so weit gewandelt, dass im Rahmen der kirchlichen Eine-Welt-Entwicklungspolitik die Bewohner ärmerer Länder nicht weiter als hilflose Bittsteller, sondern als gleichberechtigte Partner betrachtet wurden. Neger gilt heute als abwertende, rassistisch diskriminierende Bezeichnung für Schwarze. Während noch in den 1970er-Jahren einige der Sammeldosen bei Weihnachtskrippen in Kirchen aufgestellt wurden, finden sich heute nur noch vereinzelte neu gestaltete Sammeldosen mit anderen Darstellungen (z. B. Engel), die die Tradition nickender Sammelfiguren weiterführen.
Nur noch selten sind daher Missionsspardosen ursprünglicher Form in Kirchen anzutreffen, ihre Aufstellung ist umstritten. So kam es Weihnachten 2018 zu einer in der Presse ausgetragenen Diskussion um die Weihnachtskrippe einer Kirche in Rheinland-Pfalz: Einerseits wurde die Missionsspardose als rassistisch abgelehnt, andererseits wurde darauf verwiesen, dass es sich um eine seit Generationen bekannte Tradition handle, aus der heute keine politische Botschaft mehr herausgelesen werde. Nach Einschätzung der Landesstelle für Museumsbetreuung Baden-Württemberg habe die Arbeit der christlichen Missionare nicht unwesentlich zur Unabhängigkeit der afrikanischen Staaten beigetragen – und die Missionsspardosen seien ein erfolgreiches Instrument zur Finanzierung dieses Fundraising gewesen.

## Ausstellungs- und Sammelobjekte
Missionsspardosen sind beliebte Sammelobjekte von privaten Sammlern, und in einigen Museen sind sie zu besichtigen. Ein Sammler aus Schönecken hat insgesamt mehr als 2000 Spar- und Sammeldosen aus der Zeit zwischen Christi Geburt und 1940 zusammengetragen, worunter sich über 130 Missionsspardosen befinden. Ausgestellt wurden sie beispielsweise 2014 in der Kreissparkasse in Bitburg.
Missionsspardosen waren im Januar 2017 Thema einer Sonderausstellung im Bauernhofmuseum Jexhof, wo die Afrika-Mission der Benediktinerkongregation von St. Ottilien dargestellt und versucht wurde, die Lebenswelt der Missionare und deren Unterstützung durch die Heimat zu veranschaulichen. In den meisten Diözesanmuseen werden Exponate gezeigt, wie in Würzburg. 2013 wurden Missionsspardosen zu Preisen zwischen 100 und 300 Euro bei eBay gehandelt. Für Sammler werden Plagiate hergestellt, die nicht immer problemlos von Originalen zu unterscheiden sind.